# بنة عباس علي (تشيلو)
بنة عباس علي (بالفارسية: بنه عباسعلی) هي منطقة سكنية تقع في إيران في قسم تشيلو الريفي.